# Saint-Aulais-la-Chapelle
Saint-Aulais-la-Chapelle és un municipi francès situat al departament del Charente i a la regió de la Nova Aquitània. L'any 2007 tenia 238 habitants.

## Demografia

### Població
El 2007 la població de fet de Saint-Aulais-la-Chapelle era de 238 persones. Hi havia 101 famílies de les quals 21 eren unipersonals (17 homes vivint sols i 4 dones vivint soles), 38 parelles sense fills i 42 parelles amb fills.
La població ha evolucionat segons el següent gràfic:
Habitants censats

### Habitatges
El 2007 hi havia 110 habitatges, 99 eren l'habitatge principal de la família, 3 eren segones residències i 8 estaven desocupats. 108 eren cases i 1 era un apartament. Dels 99 habitatges principals, 80 estaven ocupats pels seus propietaris, 15 estaven llogats i ocupats pels llogaters i 4 estaven cedits a títol gratuït; 1 tenia una cambra, 2 en tenien dues, 11 en tenien tres, 29 en tenien quatre i 55 en tenien cinc o més. 77 habitatges disposaven pel capbaix d'una plaça de pàrquing. A 33 habitatges hi havia un automòbil i a 59 n'hi havia dos o més.

### Piràmide de població
La piràmide de població per edats i sexe el 2009 era:
| Homes | Edats   | Dones |
| ----- | ------- | ----- |
| 0     | 95 o +  | 0     |
| 1     | 90 a 94 | 0     |
| 3     | 85 a 89 | 5     |
| 2     | 80 a 84 | 2     |
| 9     | 75 a 79 | 7     |
| 9     | 70 a 74 | 5     |
| 7     | 65 a 69 | 8     |
| 5     | 60 a 64 | 6     |
| 9     | 55 a 59 | 6     |
| 8     | 50 a 54 | 13    |
| 11    | 45 a 49 | 6     |
| 8     | 40 a 44 | 10    |
| 7     | 35 a 39 | 4     |
| 7     | 30 a 34 | 5     |
| 8     | 25 a 29 | 6     |
| 6     | 20 a 24 | 3     |
| 8     | 15 a 19 | 10    |
| 6     | 10 a 14 | 5     |
| 2     | 5 a 9   | 8     |
| 5     | 0 a 4   | 3     |

## Economia
El 2007 la població en edat de treballar era de 148 persones, 112 eren actives i 36 eren inactives. De les 112 persones actives 100 estaven ocupades (55 homes i 45 dones) i 11 estaven aturades (6 homes i 5 dones). De les 36 persones inactives 18 estaven jubilades, 8 estaven estudiant i 10 estaven classificades com a «altres inactius».

### Ingressos
El 2009 a Saint-Aulais-la-Chapelle hi havia 97 unitats fiscals que integraven 241 persones, la mediana anual d'ingressos fiscals per persona era de 16.809 €.

### Activitats econòmiques
Dels 19 establiments que hi havia el 2007, 2 eren d'empreses alimentàries, 2 d'empreses de fabricació d'altres productes industrials, 5 d'empreses de construcció, 6 d'empreses de comerç i reparació d'automòbils, 2 d'empreses immobiliàries i 2 d'empreses de serveis.
Dels 4 establiments de servei als particulars que hi havia el 2009, 3 eren paletes i 1 fusteria.
L'any 2000 a Saint-Aulais-la-Chapelle hi havia 30 explotacions agrícoles que ocupaven un total de 1.386 hectàrees.

## Equipaments sanitaris i escolars
El 2009 hi havia una escola elemental integrada dins d'un grup escolar amb les comunes properes formant una escola dispersa.

## Poblacions més properes
El següent diagrama mostra les poblacions més properes.